# José de Araújo Brusque
José de Araújo Brusque (Porto Alegre, 1826 — Porto Alegre, 1900) foi um magistrado e político brasileiro.
Descendente de italianos e portugueses e filho de Francisco Vicente Brusque e Delfina de Araújo Brusque, era irmão de Francisco Carlos de Araújo Brusque. Formou-se na Faculdade de Direito de São Paulo, em 1850.
Juiz em Porto Alegre, foi nomeado desembargador do Tribunal de Justiça do Rio Grande do Sul, em 1875. Foi um dos fundadores do Instituto Histórico e Geográfico da Província de São Pedro (IHGPSP), primeiro congênere regional do
Instituto Histórico e Geográfico Brasileiro, em 1860. Foi deputado provincial na legislatura de 1856-57, candidato na legislatura de 1860, pelo Partido Liberal, não se elegeu.